# Quanto manca
Quanto manca è stato un programma televisivo italiano di intrattenimento comico, in onda dal 20 ottobre 2014 in seconda serata su Rai 2 con la conduzione di Katia Follesa con la partecipazione di Nicola Savino e Rocco Tanica.

## Ascolti
| Puntata | Data             | Telespettatori | Share |
| ------- | ---------------- | -------------- | ----- |
| 1       | 20 ottobre 2014  | 662 000        | 6,70% |
| 2       | 27 ottobre 2014  | 498 000        | 5,45% |
| 3       | 3 novembre 2014  | 815 000        | 8,95% |
| 4       | 10 novembre 2014 | 441 000        | 3,85% |
| 5       | 17 novembre 2014 | 444 000        | 3,50% |
| 6       | 24 novembre 2014 | 616 000        | 3,02% |
| 7       | 1º dicembre 2014 | 532 000        | 3,65% |
| 8       | 8 dicembre 2014  | 475 000        | 2,95% |
| 9       | 15 dicembre 2014 | 230 000        | 3,22% |
| 10      | 22 dicembre 2014 | 384 000        | 4,79% |